# Euscelimena harpago
Euscelimena harpago är en insektsart som först beskrevs av Jean Guillaume Audinet Serville 1838.  Euscelimena harpago ingår i släktet Euscelimena och familjen torngräshoppor. Inga underarter finns listade i Catalogue of Life.